# Avengers (film)
Avengers (v anglickém originále Marvel's The Avengers, či zkráceně The Avengers) je americký akční sci-fi film z roku 2012 od režiséra a scenáristy Josse Whedona, produkovaný Marvel Studios. Tento šestý celovečerní snímek z filmové série Marvel Cinematic Universe (MCU) vychází z námětu komiksu Avengers vydavatelství Marvel Comics. Film je zaměřen na tým superhrdinů, kteří byli představeni v předchozích snímcích MCU, jak bojuje proti společnému nepříteli, Asgarďanovi Lokimu, který chce ovládnout Zemi. V letech 2015, 2018 a 2019 byly do kin uvedeny filmové sequely Avengers: Age of Ultron, Avengers: Infinity War a Avengers: Endgame.
Snímek Avengers dosáhl značného komerčního úspěchu. Celosvětově se ve své době stal třetím nejvýdělečnějším filmem všech dob a celkově nejvýdělečnější filmovou adaptací komiksu.

## Příběh
Asgarďan Loki se spojí s vůdcem mimozemské rasy zvané Chitauri. Ten výměnou za pomoc se získáním Teseraktu, mocného energetického zdroje, slíbí Lokimu armádu, se kterou si může podrobit Zemi. Nick Fury, ředitel tajné špionážní agentury S.H.I.E.L.D., dorazí společně se svou zástupkyní, agentkou Marií Hillovou, do výzkumného zařízení, kde právě probíhá evakuace. Doktor Erik Selvig zde vedl vědecký tým, který experimentoval s Tesseractem. Agent Phil Coulson vysvětlí příchozím, že předmět začal vyzařovat neobvyklou formu energie. Tesseract náhle vytvoří červí díru, která umožní Lokimu dostat se na Zemi. Asgarďan převezme Tesseract a svým žezlem si podmaní Selviga a několik agentů, včetně Clinta Bartona (Hawkeye). Tito poskoci mu nyní začnou pomáhat v dosažení jeho cíle.
Kvůli nečekanému útoku Lokiho reaktivuje ředitel Fury „program Avengers“. Agentka Nataša Romanovová (Black Widow) je vyslána do Kalkaty, aby získala doktora Bruce Bannera (Hulk), který by mohl vystopovat Tesseract díky jeho emisím záření gama. Agent Coulson zamíří za Tonym Starkem (Iron Man), jemuž předá shrnutí Selvigova výzkumu. Fury mezitím navštíví Stevea Rogerse (Kapitán Amerika), který také může pomoci získat ukradený artefakt.
Barton ukradne ve Stuttgartu iridium potřebné ke stabilizování Tesseractu. Loki mezitím odláká pozornost, což vyústí ve střet s Rogersem, Starkem a Romanovovou a jeho zajmutí. Zatímco je Asgarďan transportován do zařízení S.H.I.E.L.D.u, svého adoptivního bratra osvobodí Thor, který doufá, že ho donutí vzdát se útočného plánu a vrátit se na Asgard. Po konfrontaci se Starkem a Rogersem Thor souhlasí se zadržením Lokiho na létající letadlové lodi S.H.I.E.L.D.u, kde je útočník zavřen do speciální cely původně určené pro zadržení Hulka. Banner a Stark se mezitím snaží vystopovat Tesseract.
Avengers se rozdělí, protože mají rozdílné názory jak na přístup vůči Lokimu, tak na odhalení faktu, že agentura S.H.I.E.L.D. plánuje využít Tesseract k vývoji mocné zbraně, která by měla zastrašit nepřátelské mimozemšťany. Během hádky však Barton a další Lokim ovládnutí agenti zaútočí na Helicarrier, poškodí její motory a zapříčiní, že se Banner změní v Hulka. Stark a Rogers se následně společně snaží zprovoznit motory a Thor se pokouší zastavit Hulkovo řádění. Romanovová bojuje s Bartonem, který nakonec upadne do bezvědomí, což zruší Lokiho ovládání mysli. Asgarďan mezitím uprchne; při útěku zabije agenta Coulsona a svého bratra Thora vyhodí z letící lodi. Hulk po boji se stíhačkou S.H.I.E.L.D.u také dopadne na zem. Fury využije Coulsonovy smrti k motivování Avengers, aby začali pracovat jako tým. Stark a Rogers přijdou na to, že pro Lokiho by nebyla jejich pouhá porážka dostačující. Potřebuje je přemoci veřejně, aby se pak sám prohlásil za vládce Země. Loki použije Tesseract a zařízení, které postavil Selvig, k otevření červí díry nad Stark Tower, jež umožní přílet chitaurské flotily.
Avengers se kvůli obraně New Yorku, kde byla ona červí díra otevřena, znovu shromáždí. Brzo si však uvědomí, že zanedlouho budou poraženi, neboť na Zemi přilétá stále více Chitaurů. Dorazí i Banner, jenž se opět změní v Hulka, který ale nyní po boku Rogerse, Starka, Bartona a Romanovové bojuje s mimozemšťany a zároveň se snaží evakuovat civilisty. Hulk najde Lokiho a bije ho tak dlouho, dokud se nepodvolí. Romanovová si vytvoří cestu ke generátoru, u kterého Selvig, který je už mimo Lokiho kontrolu, odhalí, že k vypnutí zařízení může být použito Lokiho žezlo. Mezitím se Furyho nadřízení snaží ukončit invazi vypuštěním jaderné střely na Manhattan. Stark dokáže raketu odklonit a proletí s ní červí dírou do chitaurského vesmíru. Tam střela při explozi zničí chitaurskou mateřskou loď, což zneškodní jejich armádu na Zemi. Stark se i přes nedostatek energie ve svém obleku Iron Mana stihne dostat uzavírající se červí dírou zpět do New Yorku. Před dopadem na zem ho zachytí Hulk.
Po skončení bitvy se Thor společně s Lokim a Tesseractem vrátí do Asgardu. Fury prohlásí, že pokud budou někdy opět potřeba Avengers, kteří nyní tiše sedí v restauraci a pojídají šavarmu, tak se znovu objeví. Vůdce Chitaurů mezitím probírá se svým pánem neúspěšný útok a sílu Pozemšťanů.

## Obsazení

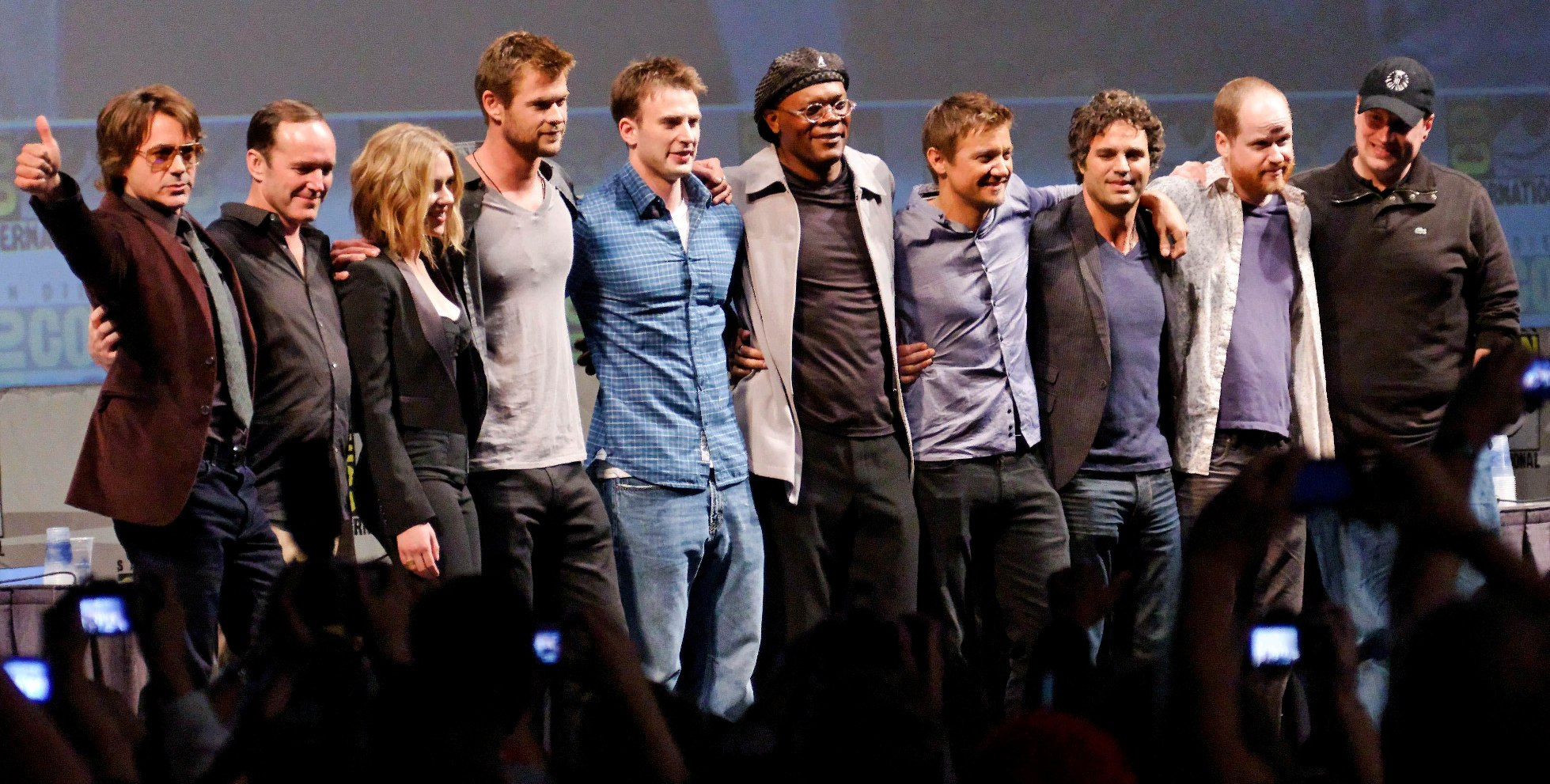
Herci a tvůrci Avengers: zleva Robert Downey Jr., Clark Gregg, Scarlett Johanssonová, Chris Hemsworth, Chris Evans, Samuel L. Jackson, Jeremy Renner, Mark Ruffalo, režisér a scenárista Joss Whedon a producent Kevin Feige

- Robert Downey Jr. (český dabing: Radovan Vaculík) jako Tony Stark / Iron Man, miliardář, vynálezce, playboy a filantrop s elektromechanickým oblekem (předchozí filmy: Iron Man a Iron Man 2)
- Chris Evans (český dabing: Libor Bouček) jako Steve Rogers / Kapitán Amerika (v originále Captain America), veterán z druhé světové války, kdy byla jeho fyziologie vylepšena díky experimentálnímu séru. Desítky let zůstal uvězněný v ledu. (předchozí film: Captain America: První Avenger)
- Mark Ruffalo (český dabing: Pavel Šrom) jako Bruce Banner / Hulk, vědec, který byl v minulosti vystaven záření gama. To způsobuje jeho proměnu v obrovského Hulka. (předchozí film: Neuvěřitelný Hulk)
- Chris Hemsworth (český dabing: Jan Maxián) jako Thor, korunní princ mimozemské říše Asgarďanů (předchozí film: Thor)
- Scarlett Johanssonová (český dabing: Jitka Moučková) jako Nataša Romanovová / Black Widow (v originále Natasha Romanoff), původem ruská agentka–špiónka pracující pro agenturu S.H.I.E.L.D.
- Jeremy Renner (český dabing: Pavel Tesař) jako Clint Barton / Hawkeye, agent–lučištník pracující pro agenturu S.H.I.E.L.D.
- Tom Hiddleston (český dabing: Lumír Olšovský) jako Loki, Thorův adoptivní bratr
- Clark Gregg (český dabing: Zdeněk Mahdal) jako Phil Coulson, vysoce postavený agent pracující pro agenturu S.H.I.E.L.D.
- Cobie Smuldersová (český dabing: Tereza Chudobová) jako Maria Hillová, agentka pracující pro agenturu S.H.I.E.L.D.
- Jenny Agutterová (český dabing: ?) jako členka Světové bezpečnostní rady
- Jerzy Skolimowski (český dabing: ?) jako Georgij Lučkov (v originále Georgi Luchkov), bývalý agent KGB a vyšetřovatel Romanovové
- Stellan Skarsgård (český dabing: Jiří Hromada) jako Erik Selvig, astrofyzik a Thorův přítel
- Samuel L. Jackson (český dabing: Pavel Rímský) jako Nick Fury, ředitel agentury S.H.I.E.L.D.

Gwyneth Paltrowová (Pepper Pottsová), Maximiliano Hernández (Jasper Sitwell) a Paul Bettany (hlas J.A.R.V.I.S.e) si zopakovali své role z předchozích celovečerních filmů. Ve snímku se představili také častí Whedonovi spolupracovníci Alexis Denisof (The Other, vůdce Chitaurů) a Enver Gjokaj (policista). Postavu Thanose (ve filmu nejmenovaného) ztvárnil ve scéně po závěrečných titulcích Damion Poitier. Powers Boothe si zahrál jednoho z členů Světové bezpečnostní rady. V cameo rolích se ve filmu objevil Harry Dean Stanton (hlídač) a také jeden z tvůrců komiksů vydavatelství Marvel Stan Lee (ve zpravodajské televizní relaci).

## Produkce

### Vývoj

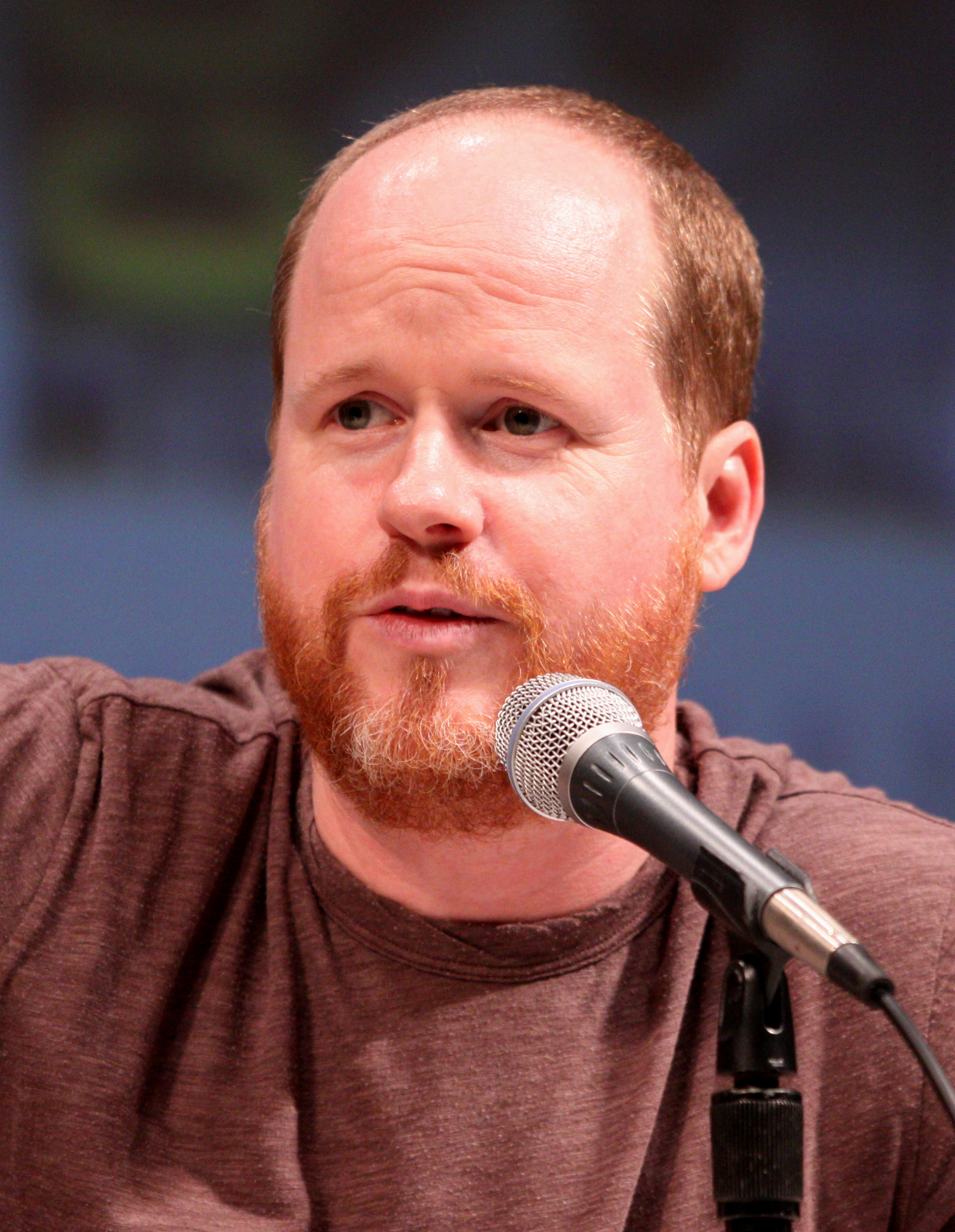
Joss Whedon, režisér a scenárista Avengers

První zprávy o chystané realizaci Avengers uvedl Avi Arad, výkonný ředitel Marvel Studios, na jaře 2005, tedy v době, kdy studio vytvářelo plány na vlastní sérii celovečerních snímků, které by byly zaměřeny na superhrdiny z komiksů vydavatelství Marvel Comics. Nejprve měly být realizovány filmy o jednotlivých postavách a teprve následovně měl vzniknout crossoverový snímek o superhrdinském týmu, který byl dříve představen v komiksové sérii Avengers. Jeho scenáristou se v červnu 2007 stal Zak Penn, jenž předtím pro Marvel napsal film Neuvěřitelný Hulk. Po komerčním úspěchu prvního z marvelovských snímků, Iron Mana (2008), byla premiéra Avengers stanovena na červenec 2011.
Postupně byly obsazovány hlavní role – postavy měly být ztvárněné těmi herci, kteří je hráli v samostatných filmech. Jako první podepsal smlouvu v říjnu 2008 Robert Downey Jr. Casting probíhal postupně během let 2009 a 2010, kdy se k již známým představitelům přidal i Mark Ruffalo, který v roli Bruce Bannera nahradil Edwarda Nortona. Pro tento krok se studio rozhodlo z tvůrčích důvodů. V následujících měsících se obsazení rozrostlo o další herce, včetně Gwyneth Paltrowové, kterou vyžadoval Downey. Produkce totiž původně nezamýšlela zařadit do snímku vedlejší postavy z předchozích jednotlivých filmů. Poslední fáze castingu proběhla na začátku roku 2011, kdy roli agentky Hillové, pobočnice Nicka Furyho, získala Cobie Smuldersová.
V březnu 2009 oznámilo studio posunutí premiéry z července 2011 na květen 2012. Režisérem připravovaného snímku se v červenci 2010 oficiálně stal Joss Whedon, sám komiksový nadšenec. Ten, po seznámení se s draftem scénáře od Zaka Penna, odevzdal Marvelu vlastní zpracování navrženého příběhu. Jeho přístup se společnosti zamlouval, takže kromě režie dostal na starost i napsání definitivní verze scénáře. Celkový rozpočet snímku byl stanoven na 220 milionů dolarů. Distribuční práva na Avengers a Iron Mana 3 získalo v říjnu 2010 The Walt Disney Studios, které je odkoupilo za 115 milionů dolarů od Paramount Pictures, distributora předchozích marvelovských snímků. Paramountu nicméně zůstalo osm procent z tržeb a právo na umístění svého loga na marketingové materiály a do úvodu snímku.

### Natáčení

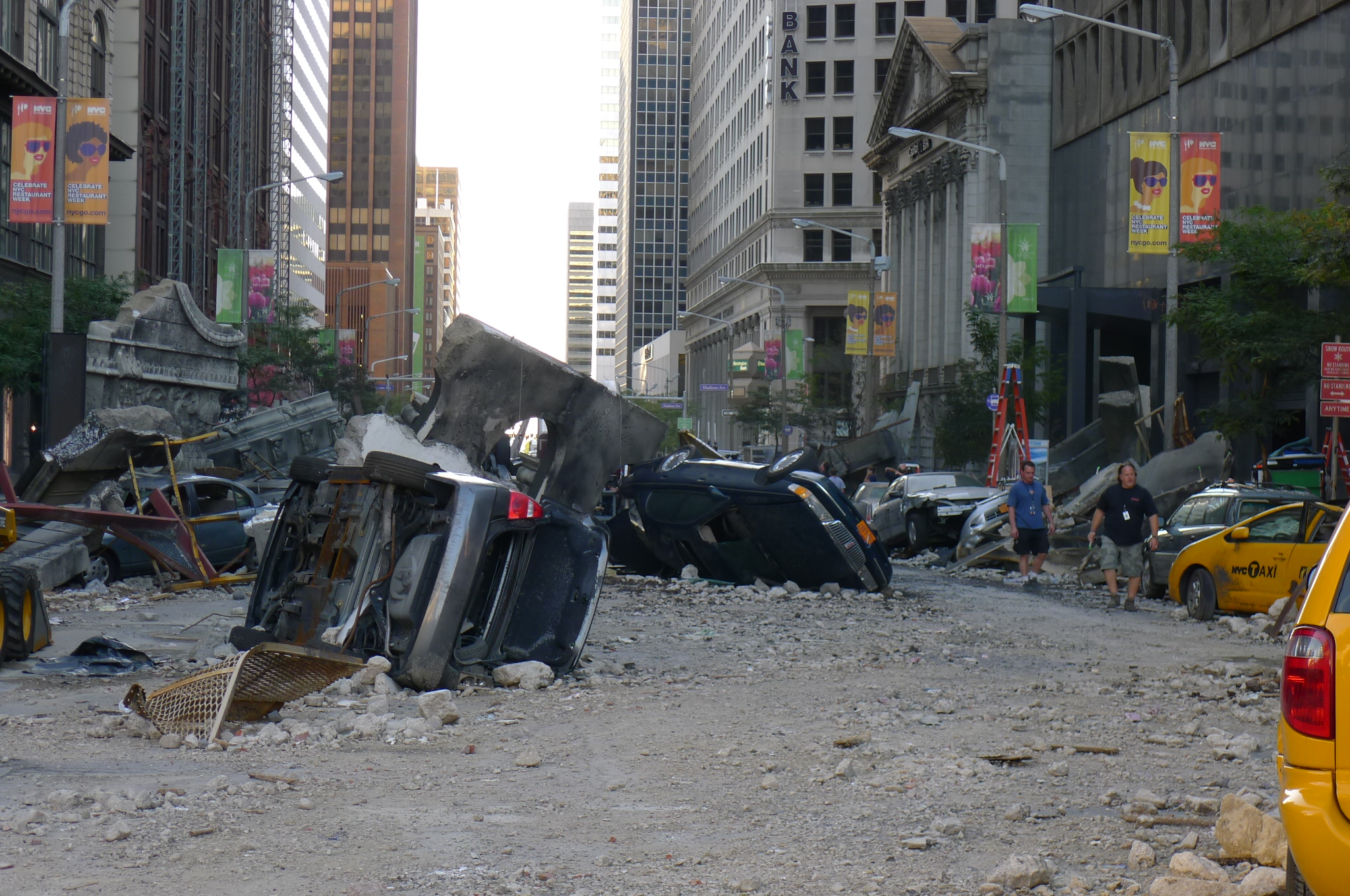
Východní 9. ulice v Clevelandu během natáčení Avengers představovala New York

Natáčení, které probíhalo především v Albuquerque, bylo zahájeno 25. dubna 2011. Druhý štáb filmoval v dalších měsících také v Pensylvánii v okrese Butler a ve městě Worthington.
V srpnu 2011 se produkce přesunula do Clevelandu, kde natáčení trvalo čtyři týdny. Právě clevelandská Východní 9. ulice představovala ve filmu newyorskou 42. ulici – dějiště velké závěrečné bitvy. Filmaři rovněž využili vakuovou komoru v Plum Brook Station (součásti Glennova výzkumného střediska NASA) poblíž města Sandusky; další část této stanice také posloužila coby výzkumné zařízení S.H.I.E.L.D.u. Natáčení probíhalo i v ohijském městě Parma a přímo v Clevelandu také na centrálním náměstí Public Square (jeho část představovala ve filmu německý Stuttgart) a na mostě Detroit–Superior Bridge. Filmování bylo završeno v New Yorku, kde na začátku září 2011 točila produkce více než dva dny na lokacích včetně Park Avenue a Central Parku.
Kameraman Seamus McGarvey použil pro natáčení poměr stran 1,85:1, což je „poměrně neobvyklý formát pro takto výpravný film“, protože musel vyřešit různou výšku postav – na jedné straně obrovský Hulk, na druhé straně poměrně malá Black Widow. Poprvé ve své kariéře využíval pro natáčení digitální kameru, konkrétně Arri Alexa. Filmaři použili také digitální zrcadlovky Canon EOS 5D Mark II a Canon EOS 7D a pro rychlé záběry i kameru Arriflex 435 s 35mm filmem.
Coda na úplném konci filmu, která zobrazuje hrdiny pojídající v restauraci šavarmu, byla natočena dodatečně 12. dubna 2012, tedy den po světové premiéře snímku.

### Vizuální efekty
Film obsahuje více než 2200 záběrů se speciálními vizuálními efekty, na kterých se podílelo celkem 14 společností pod vedením Industrial Light & Magic. Právě ILM měla na starosti většinu hlavních efektů, jako létající letadlovou loď Helicarrier, panoramata New Yorku, digitální dubléry i samotné postavy Iron Mana a Hulka. Pro ztvárnění Hulka nosil Mark Ruffalo na scéně oblek pro motion capture, přičemž jeho pohyby i výrazy tváře byly natáčeny čtyřmi HD kamerami. Pro digitální modelování oblasti New Yorku o rozloze 40 bloků použila ILM fotografické podklady, které vytvořil v reálném městě tým čtyř fotografů během osmi týdnů.

### Hudba
Hudbu pro Avengers složil Alan Silvestri, autor hudby i pro předchozí snímek Captain America: První Avenger. Nahrána byla ve spolupráci s London Symphony Orchestra v londýnském studiu Abbey Road. Do filmu byla zahrnuta i píseň „Live to Rise“ od rockové skupiny Soundgarden.
Dne 1. května 2012 vydalo na CD vydavatelství Hollywood Records soundtrack s názvem The Avengers (Original Motion Picture Soundtrack) s hudbou od Alana Silvestriho a také album Avengers Assemble (Music from and Inspired by the Motion Picture) obsahující skladbu „Live to Rise“ a další písně od populárních interpretů, které však nebyly přímo součástí filmu.

### České znění
České znění filmu s překladem Jakuba Racka vyrobila firma LS Productions Dabing v roce 2012 pod režijním dohledem Ladislava Nováka. Hlasové obsazení hlavních postav z dabingů předchozích filmů bylo, až na výjimky (snímek Neuvěřitelný Hulk), dodrženo.

## Vydání
Původní datum vydání filmu (červenec 2011) bylo již v roce 2009 přesunuto na květen 2012. Slavnostní světová premiéra Avengers proběhla 11. dubna 2012 v hollywoodském kině El Capitan Theatre. Do kin byl snímek uveden 25. dubna 2012 v devíti zemích (z velkých trhů se jednalo o Austrálii, Francii a Itálii) a v následujících dnech i v dalších státech (3. května také v Česku, kde jej uvedla distribuční společnost Falcon). V USA a Kanadě byl (včetně 3D verze, která vznikla konverzí filmu během postprodukce) promítán od 4. května 2012 v 4349 kinech.
Ve Spojeném království a v Irsku musel být snímek vydán pod upraveným názvem Marvel Avengers Assemble. Důvodem byla existence britského seriálu The Avengers ze 60. let a jeho americké filmové adaptace Mstitelé z roku 1998.
Dne 29. srpna 2012 byl snímek mezinárodně vydán na DVD a BD; česká lokalizovaná verze vyšla téhož dne. V USA byl film vydán na DVD a BD 25. září téhož roku. Kromě samotného filmu disky obsahují také bonusy, včetně audiokomentáře režiséra a scenáristy Josse Whedona, vystřižených scén, alternativních verzí některých scén a dalších doplňků. Součástí bonusů je také krátký film Rekvizita 47 (patřící do série Marvel One-Shots), který v dějovém vyprávění navazuje na celovečerní snímek Avengers.
Česká televizní premiéra filmu proběhla na stanici HBO dne 28. dubna 2013.

## Přijetí

### Tržby
V Severní Americe utržil film 623 357 910 dolarů (z toho 207 438 708 dolarů za první víkend). Tržby v ostatních státech činily dalších 895 455 078 dolarů, takže celkově se jednalo o částku 1 518 812 988 dolarů. Díky těmto tržbám se Avengers stali ve své době třetím nejvýdělečnějším filmem historie (roku 2022 se nacházeli na devátém místě žebříčku), nejvýdělečnějším filmem roku 2012, nejvýdělečnějším filmem podle komiksu (roku 2022 se nacházeli na čtvrtém místě žebříčku) a nejvýdělečnějším filmem distribuovaným společností Walt Disney Studios. Během prvního týdne promítání dosáhly celosvětové tržby filmu téměř 393 milionů dolarů, takže se zařadil v této statistice na třetí místo tehdejších historických tabulek. Miliardu dolarů utržil během 19 dní, což byl vyrovnaný rekord.
Snímek Avengers zhlédlo v Česku za první promítací víkend film 60 048 diváků, kteří v pokladnách kin nechali přibližně 10 milionů korun (494 tisíc dolarů). Během druhého víkendu návštěvnost ještě vzrostla na 65 378 diváků. Za prvních jedenáct promítacích týdnů vidělo snímek 250 561 diváků, kteří utratili přes 36 milionů korun. V Česku film celkově utržil 1 740 748 dolarů.

### Filmová kritika

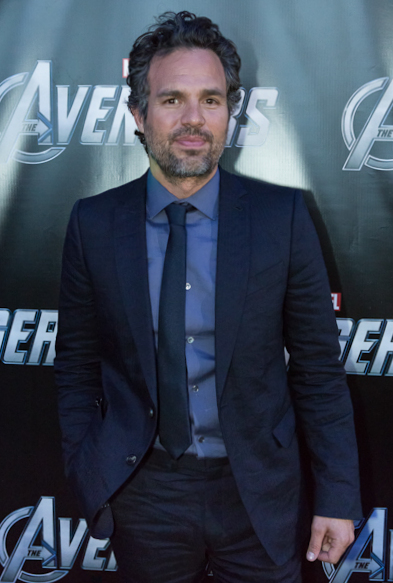
Mark Ruffalo, jehož herecký výkon v roli Bruce Bannera/Hulka byl oceněn kritikou

Snímek se od kritiků dočkal převážně pozitivních reakcí. Server Rotten Tomatoes udělil filmu na základě 321 recenzí (z toho 295 jich bylo spokojených, tj. 92 %) známku 8,0/10 s komentářem: „Avengers naplňují svá obrovská očekávání díky scénáři, jenž nikdy nezapomíná na lidskost svých postav, které nejsou pouze superhrdinskými figurkami. Právě tím snímek zvyšuje laťku pro další marvelovské filmy.““ Server Metacritic ohodnotil snímek 69 body ze 100 možných, přičemž výsledná hodnota byla vypočítána ze 43 recenzí. Podle shrnutí 30 českých recenzí udělil server Kinobox.cz filmu 84 %.
Todd McCarthy z týdeníku The Hollywood Reporter komentoval Avengers slovy: „Člověku se chce vykřiknout, že neustále vídáme příběhy o záchraně světa a že tyto konkrétní postavy tu jsou s námi více než polovinu století, během čehož se objevily v 500 komiksových sešitů. Nicméně Whedon se svými spolupracovníky dokázal jejich jednotlivé složky a jejich osobnosti spojit dohromady natolik, že výsledek, jakkoliv povědomý, máte chuť vidět znovu.“ Podle Petera Traverse z Rolling Stone (hodnocení: tři a půl hvězdičky ze čtyř) se jedná o nevšední blockbuster, který „uvádí idoly marvelovského světa v jednom společném nablýskaném a nesmírně vzrušujícím balíčku. Jedná se o Transformers s mozkem, srdcem a fungujícím smyslem pro humor.“
Podle komentátorů předvedl Mark Ruffalo (Bruce Banner) dobrý výkon. Kenneth Turan z deníku Los Angeles Times uvedl, že Ruffalo předčil Edwarda Nortona a Erica Banu, kteří ztvárnili Bannera/Hulka v předchozích filmech. Owen Gleiberman (Entertainment Weekly) napsal, že „nejchytřejší věcí, kterou filmaři udělali, bylo obsazení Marka Ruffala do role Bruce Bannera – natolik citlivého muže, že každičký okamžik neustále válčí sám se sebou. (Snímek konečně vyřešil problém s Hulkem: ten je mnohem zábavnější v malých dávkách.)“ Joe Morgenstein z deníku The Wall Street Journal ocenil herecký výkon Roberta Downeyho v Avengers, který ale podle něj nedosáhl úrovně v Iron Manovi. Joe Neumaier (Daily News) si všiml také Chrise Evanse, který podle něj precizně vyjádřil vnitřní konflikty své postavy.

### Ocenění
Film Avengers byl nominován na Oscara v kategorii Nejlepší vizuální efekty, na cenu BAFTA v kategorii Nejlepší speciální vizuální efekty a na tři ceny Critics' Choice Movie Awards. Mimo jiné získal několik cen People's Choice Awards, Teen Choice Awards a MTV Movie Awards. V žánrových oceněních získal čtyři ceny Saturn (včetně kategorie Nejlepší sci-fi film), cenu Hugo pro nejlepší dlouhé hrané představení a nominaci na cenu Nebula pro nejlepší hrané představení.

### Navazující filmy
Díky komerčnímu úspěchu snímku byl v roce 2015 do kin uveden filmový sequel Avengers: Age of Ultron, v roce 2018 pak snímek Avengers: Infinity War a roku 2019 film Avengers: Endgame. Všechny tyto snímky jsou rovněž součástí série Marvel Cinematic Universe (MCU).